# Amazona imperial
L'amazona imperial (Amazona imperialis) és una espècie d'ocell de la família dels psitàcids que habita els boscos de les muntanyes de Dominica, a les Antilles.

Amazona imperial la bandera de Dominica.

Ha estat designat com l'ocell nacional de Dominica, i figura a la bandera nacional de Dominica. L'espècie està en perill crític d'extinció. El 2019, es va estimar que només quedaven uns 50 individus madurs en estat salvatge.

## Descripció
L'amazona imperial mesura una mitjana de 48 cm de longitud. Amb un pes mitjà de 900 g per als mascles i 650 g per a les femelles, l'espècie és gran per al seu gènere.
Com que pertany a la família Psittacidae, té peus zigodàctils i el bec gruixut i ganxut amb una llengua musculosa. Aquest bec està format de manera que, utilitzant les mandíbules i llengua articulades, pot moure fàcilment el menjar per la boca.
Els mascles i les femelles tenen un plomatge idèntic: el pit és de to porpra fosc, i les parts superiors i les plomes són d'un to verd fosc, amb les puntes de les plomes vorejades de negre. L'anell ocular és de color marró fosc, i l'ull és una barreja de taronja i vermell. L'aspecte juvenil no difereix gaire, amb una major incidència de plomatge verd i ulls estrictament marrons.

## Distribució i hàbitat
L'amazona imperial és endèmica de la nació insular caribenya de Dominica, a les Petites Antilles, on habita zones forestals de muntanya per sobre dels 625 m. És l'ocell nacional de l'illa i també apareix a la bandera del país. L'espècie es troba amb freqüència als Morne Diablotins, al nord de Dominica, especialment a la part alta de la vall del riu Picard, al costat nord-oest de la muntanya. S'ha reintroduït una petita població al Parc Nacional Morne Trois Pitons.
L'amazona imperial es troba principalment a la selva tropical de muntanya, de vegades al bosc pigmeu. Es troben principalment a altituds de 600 a 1300 m sobre el nivell del mar. Tanmateix, s'ha registrat casos a 150 o 300 metres d'altitud a causa de les preferències d'emmagatzematge o de cerca d'aliments.

## Comportament
El crit de l'amazona imperial es caracteritza per tenir majoritàriament freqüències altes, una barreja forta i fins i tot com un grinyol entre crit, grall i trinat. Són tímids, difícils d'acostar-s'hi i solen viatjar en grups de tres o menys. De vegades s'agrupen amb amazones de Bouquet (Amazona arausiaca). És un bon escalador i volador amb ales potents. Prefereix perxar-se en les copes dels arbres. Són difícils de detectar, ja que el plomatge el camufla molt bé.

### Reproducció
Nidifica entre febrer i abril i la femella pon dos ous blancs en una cavitat profunda dins d'un arbre de selva tropical, tornant al mateix arbre any rere any. Durant 26-28 dies, la femella incuba els ous. Durant el període de pluja, que té lloc entre juny i principis de setembre, tots dos pares cuiden i alimenten els pollets fins que estiguin completament plomats i llestos per abandonar el niu. Els pollets fan servir les típiques "crides de mendicitat" quan tenen gana, a les quals qualsevol dels dos pares respon amb menjar. Normalment, només un pollet sobreviu i, normalment, les parelles acaben criant un sol pollet per any; tanmateix, hi ha hagut excepcions documentades.
Aquests lloros s'aparellen de per vida i són extremadament fidels entre si. Poden buscar una altra parella només després que una parella mori. No obstant això, l'ocell pot morir de dol en lloc de trobar una nova parella.

### Alimentació
La dieta de l'amazona imperial consisteix en fruites, llavors, fruits secs, baies, flors i brots de palmera. Els aliments preferits inclouen els fruits de les espècies de Dacryodes, Licania ternatensis, Richeria grandis, Amanoa carboea, Simarouba amara, Symphonia globulifera, Pouteria pollida, Tapuru atillan, les flors i llavors de Chimarcis cymosa, i els fruits secs i brots joves de les palmeres Euterpe. Normalment, s'alimenten al matí i al vespre.

## Estat i conservació

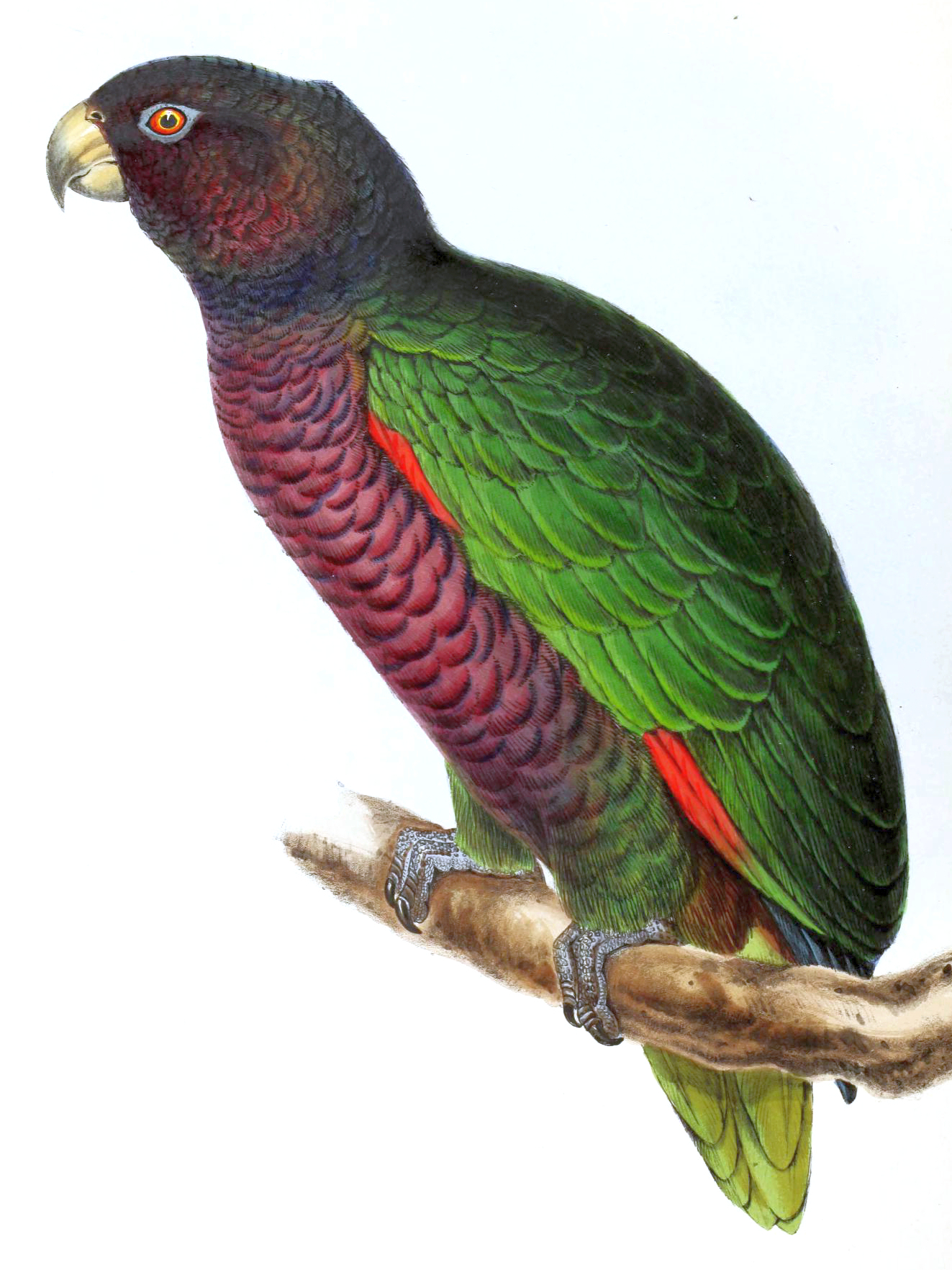
Il·lustració d'amazona imperial del zoòleg anglès David William Mitchell.

L'amazona imperial és una espècie en perill crític d'extinció. S'estima que el 2019 només quedaven uns 50 individus madurs en estat salvatge. S'ha fet molts esforços per ajudar a l'hàbitat d'aquests lloros. Amb l'ajuda del Departament Forestal de Dominica, la Divisió de Vida Silvestre i Parcs i la Fundació Conservatori d'Espècies Rares (RSCF), zones com la Reserva Forestal del Nord i la Reserva Forestal Central estan protegides. Tanmateix, les zones adjacents a la Reserva Forestal del Nord i la Reserva Forestal Central romanen desprotegides. S'està fent esforços per ajudar a protegir altres zones de Dominica. Moltes de les organitzacions han ajudat a crear grups de persones per conscienciar, proporcionar educació i dur a terme investigacions. Els programes educatius que es duen a terme a Dominica han reduït el comerç d'ocells. La primera cria amb èxit d'aquesta espècie per part d'humans es va dur a terme el 2011. El lloro criat en captivitat es va desenvolupar completament en 12 setmanes i s'assemblava als lloros amazònics imperials salvatges. Ningú sabia realment quin era el potencial reproductiu d'aquests lloros. L'amazònia imperial té el potencial reproductiu més baix de qualsevol de les espècies d'Amazona.

### Amenaces
Una de les principals causes de la disminució de la població ha estat els huracans. L'huracà David de l'agost de 1979 va ser un dels més forts que va afectar Dominica i va afectar la població. Un altre cop va ser l'huracà Maria el setembre de 2017, que va causar danys importants a l'illa, afectant l'hàbitat.
La pèrdua d'hàbitat és causada per la pertorbació humana al bosc, amb la tala selectiva i la desforestació. La captura com aliment i pel comerç continua sent una amenaça, tot i que els programes educatius han reduït considerablement el mercat local. El comerç il·legal d'animals és un gran mercat, i aquests ocells es cacen per vendre'ls al mercat negre. A la dècada de 1900 hi va haver esforços per prohibir tot el captiveri i el comerç il·legal d'ocells, però els comerciants estrangers encara intenten caçar-la; alguns tenen èxit. El desenvolupament de plantacions també ha reduït l'hàbitat, especialment el cultiu de plàtans (Snyder et al. 2000). La invasió del desenvolupament humà també ha estat un gran problema, i els conservacionistes intenten salvar l'hàbitat preferit d'aquest ocells.

### Amazona de Guadalupe
La hipotètica o extinta amazona de Guadalupe (A. violacea) pot ser el mateix ocell que l'amazona imperial, si més no, un parent proper. Basant-se només en descripcions antigues, la informació sobre l'amazona de Guadalupe coincideix bé amb el que s'observa sobre l'amazona imperial. Un os trobat a Marie-Galante (entre Dominica i Guadalupe) ha estat assignat a A. violacea i suggereix que A. imperialis habitava o es desplaçava entre les tres illes en temps prehistòrics.